# Ірбіс Комікси
Видавництво «Ірбіс Комікси» — українське видавництво, засноване 2015 року. Воно видає комікси з Джеронімо Стілтоном (по ліцензії Atlantyca S.p.A, Milan), Смурфиками по ліцензії IMPS, комікси «Сестри», «Зубси», «Економіка», графічний роман «Володимир, князь київський» та ін.